# Sarah Connor
Sarah Connor, właśc. Sarah Marianne Corina Lewe (ur. 13 czerwca 1980 w Hamburgu) – niemiecka piosenkarka amerykańskiego pochodzenia, autorka tekstów muzycznych oraz tancerka.

## Życiorys

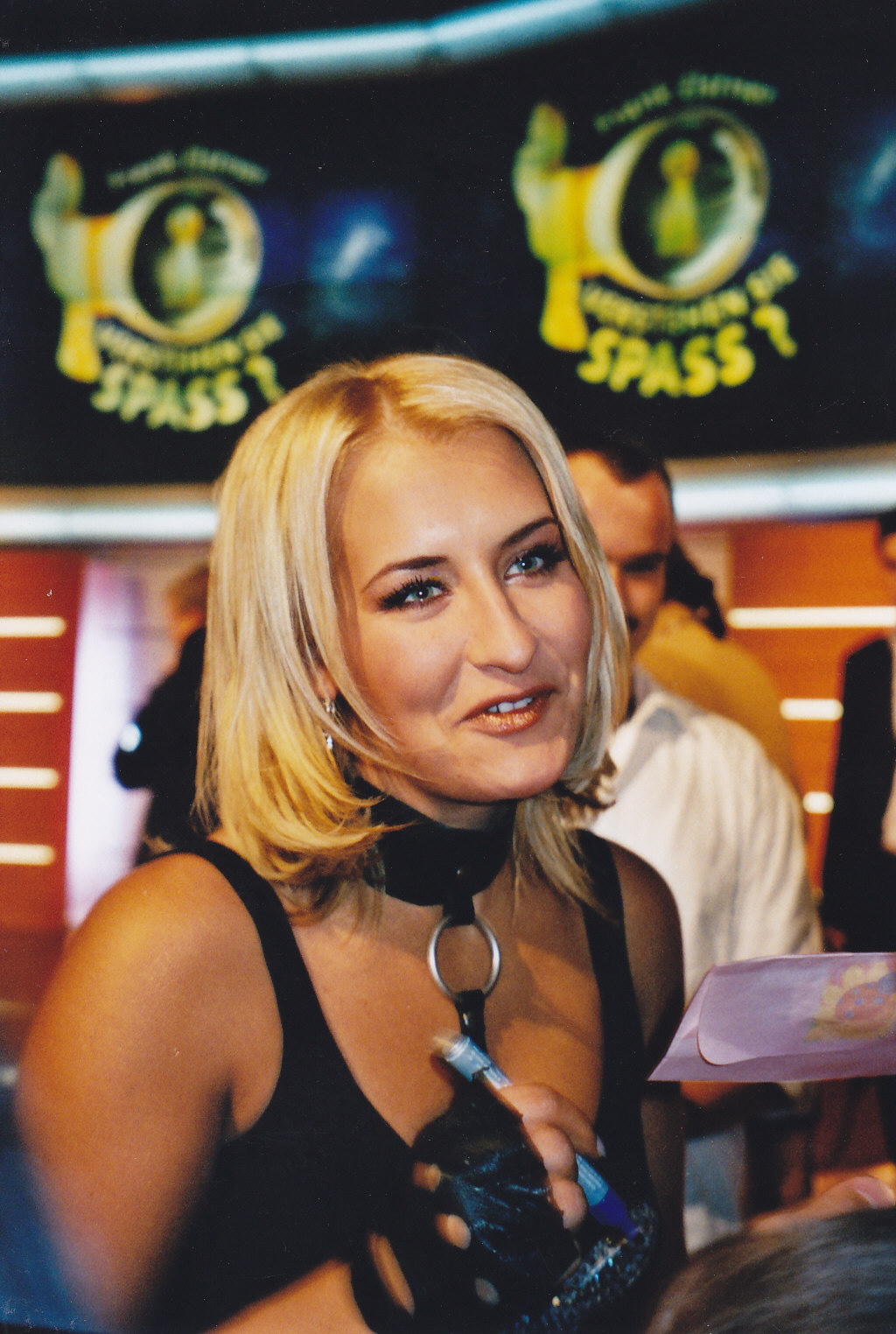
Sarah Connor podczas programu „Verstehen Sie Spass” (2002)

Dorastała słuchając muzyki soul. Miał na to wpływ dziadek wokalistki, urodzony w Nowym Orleanie. Śpiewała w kościelnym chórze gospel, jako dziesięciolatka rozpoczęła prywatną naukę śpiewu w szkole muzycznej. Na lekcje zarabiała pracując jako kelnerka w hotelu.
Po raz pierwszy wystąpiła przed dużą publicznością podczas koncertu Michaela Jacksona w Niemczech, jako wokalistka w chórku. W wieku 17 lat porzuciła szkołę muzyczną, nagrała demo i rozesłała je do wytwórni płytowych pod nazwiskiem „Sarah Gray”.
Zadebiutowała w 2001 duetem z amerykańskim raperem TQ w piosence Let’s Get Back to Bed – Boy!, który został wydany jako pierwszy singel promujący debiutancki album artystki Green Eyed Soul. Po wielkim komercyjnym sukcesie singla From Sarah with Love, Connor stała się jedną z najbardziej sławnych Niemek na światowym rynku muzycznym, co potwierdził fakt sprzedaży ok. 15 mln płyt w ciągu dotychczasowej kariery muzycznej. W tym samym roku zgodziła się dołączyć do wytwórni Sony Music, podwytwórni X-Cell Records, aby nagrywać pod nowym pseudonimem „Sarah Connor”. W X-Cell Records pracowała z takimi producentami jak: Bülent Aris, Toni Cottura, Diane Warren i duo-producentami Kay Denar oraz Rob Tyger (KayRob), którzy ostatecznie wydali jej debiutancki album Green Eyed Soul, który ukazał się 26 listopada 2001. Piosenkarka była współautorką czterech piosenek, w tym dwóch wydanych jako single: Let’s Get Back to Bed-Boy!, wykonywaną razem z amerykańskim raperem TQ oraz French Kissing, który zawierał sample utworu No Diggity zespołu BLACKstreet. Trzecim singlem wydanym z albumu była piosenka From Sarah With Love, która zajęła pierwsze miejsce na listach przebojów w: Niemczech, Polsce, Portugalii, Szwajcarii. Piosenka była największym sukcesem Connor w 2002 i przyniosła jej niemieckie nagrody muzyczne ECHO oraz Comet. Utwór po kilku dniach uzyskał status złotej płyty, a następnie z wynikiem 750 tys. sprzedanych egzemplarzy potrójną złotą płytą.
W 2002 wydała drugi studyjny album Unbelievable. Wyclef Jean napisał, wyprodukował i rapował na pierwszym singlu z albumu One Nite Stand (of Wolves and Sheep), który stał się kolejną piosenką artystki w pierwszej piątce niemieckiej listy przebojów Natomiast sam album Unbelievable już po 48 godzinach od premiery uzyskał status złotej płyty w Niemczech. Pozostałymi singlami z płyty były Skin on Skin, He’s Unbelievable i Bounce. Ten ostatni został nagrany w 3 wersjach i wydany w wielu krajach, m.in. w Stanach Zjednoczonych.
W styczniu 2003 nagrała album koncertowy DVD, A Night to Remember: Pop Meets Classic, który został wydany w październiku tego samego roku. Piosenkarce towarzyszyła klasyczna orkiestra.

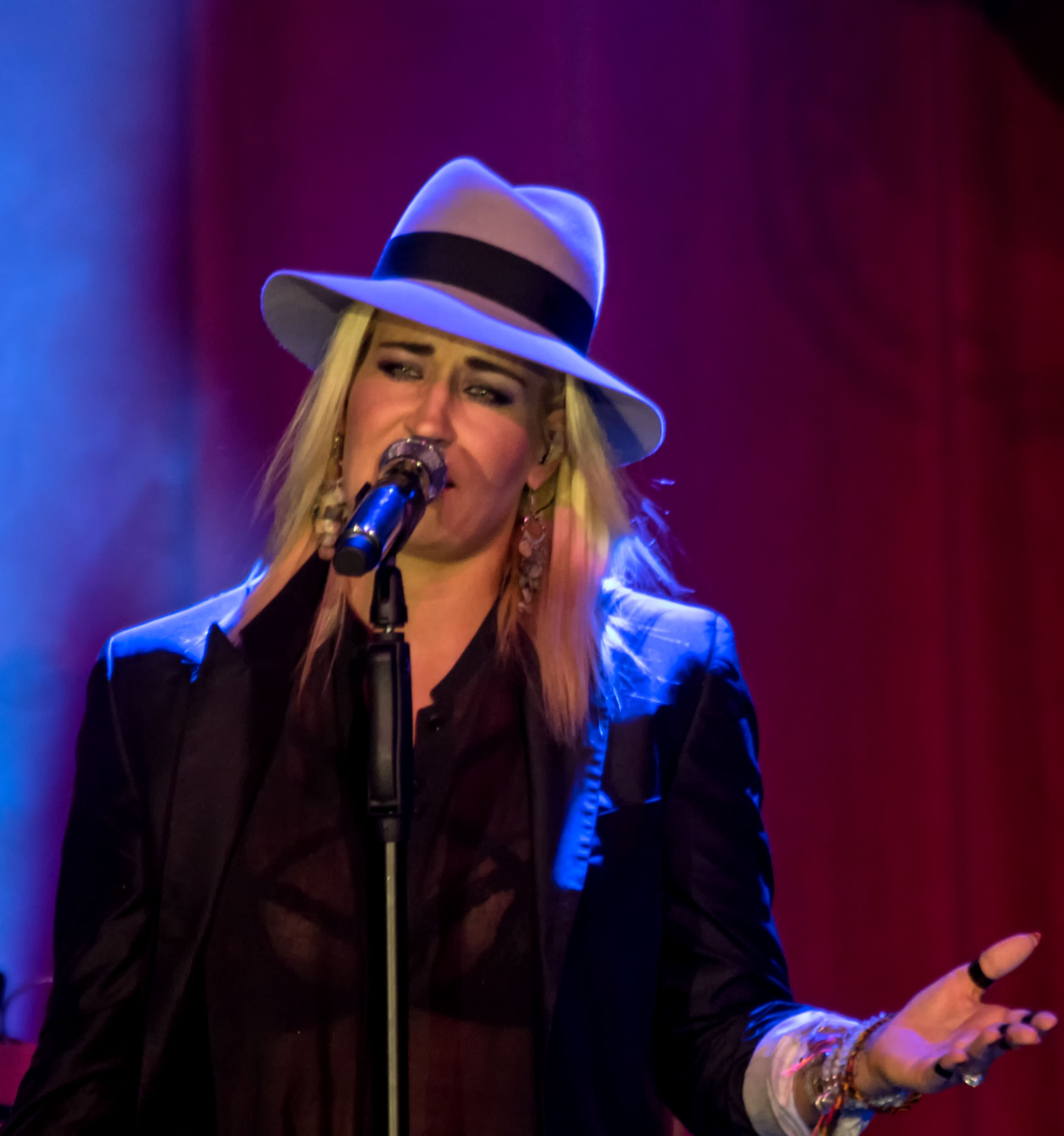
Sarag Young podczas Zelt-Musik-Festival we Fryburgu Bryzgowijskim (2016)

Kolejny album studyjny wokalistki nosi tytuł Key To My Soul. Pierwszym singlem z albumu była piosenka nagrana z zespołem Naturally 7 Music is the Key, która zajęła pierwsze miejsce na niemieckiej liście przebojów. Drugim i ostatnim singlem (z powodu zaawansowanej ciąży piosenkarki) była piosenka Just One Last Dance nagrana z zespołem Natural, która zajęła pierwsze miejsce w Niemczech i Polsce, a w notowaniu hitów z całego świata zajęła 22. pozycję.
Pod koniec 2003 wydano w USA remix utworu „Bounce”, który zadebiutował na 54. miejscu amerykańskiej listy przebojów Billboard Hot 100. W Stanach Zjednoczonych wydany został album zatytułowany po prostu Sarah Connor, osiągając 106. miejsce amerykańskiej listy sprzedaży albumów
W 2004, po urodzeniu swojego pierwszego dziecka, piosenkarka powróciła na rynek muzyczny wydając singel Living to Love You, który zajął pierwszą pozycję w Niemczech i Szwajcarii. Kolejnym singlem była piosenka From Zero to Hero, która znalazła się na soundtracku do filmu Roboty. Sarah zaszokowała wszystkich zmianą swojego wizerunku, który publicznie po raz pierwszy zaprezentowała na teledysku do owego singla – artystka pokazała się w irokezie. Album, z którego pochodzą single Naughty but Nice zajął pierwsze miejsce na liście najlepiej sprzedających się albumów w Niemczech.

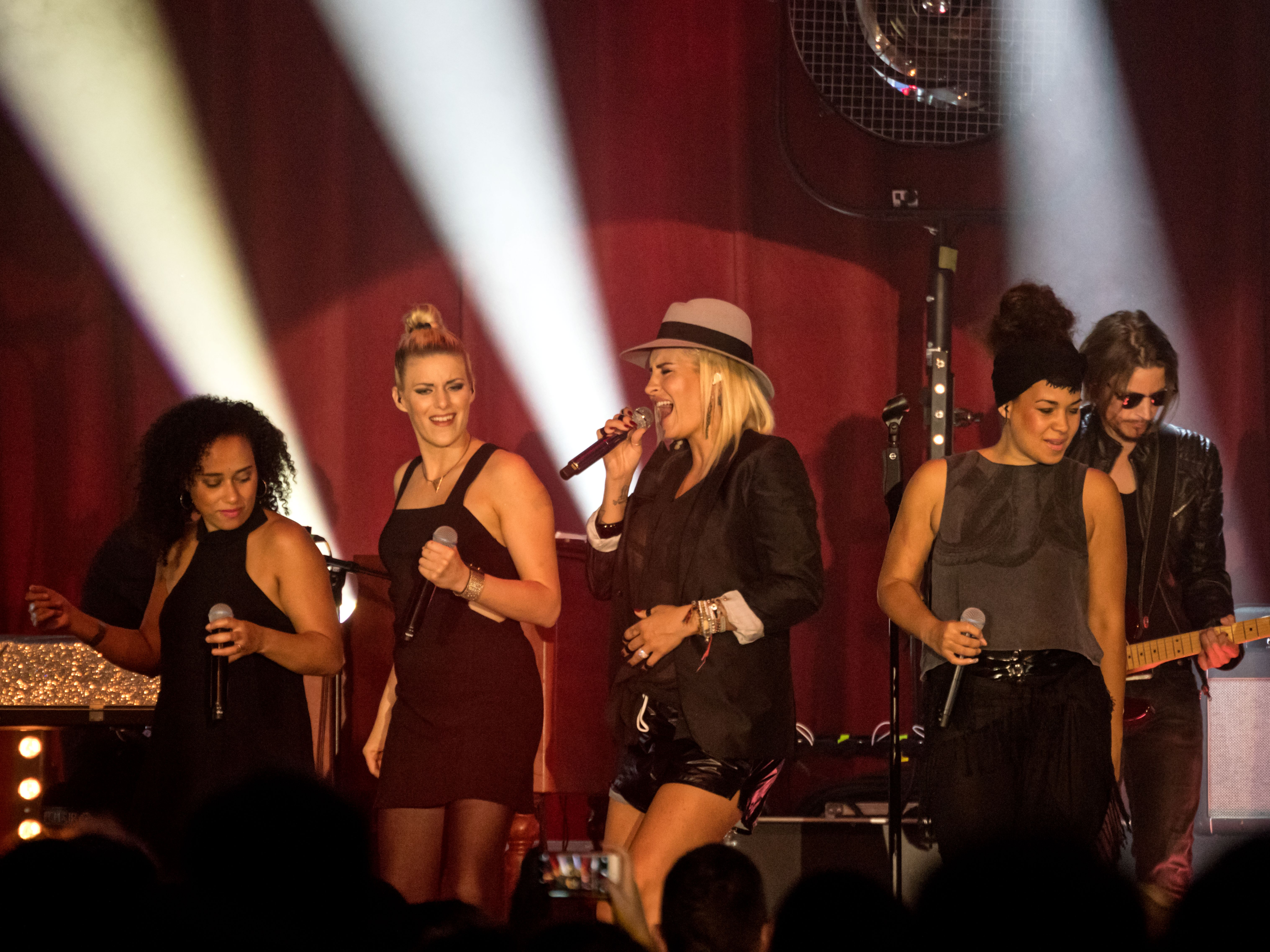
Zelt-Musik-Festival (2016)

Latem 2005, państwo Terenzi zdecydowali się na występ we własnym reality show „Sarah & Marc in Love”. Życie rodziny piosenkarki można było oglądać do lipca, kiedy to ostatni odcinek programu zakończył ślub w Hiszpanii. W grudniu tego samego roku, podczas gdy Connor promowała płytę trasą koncertową The Naughty But Nice Tour, wydany został świąteczny album Christmas in My Heart, promowany singlem o tym samym tytule. Zajął on 4. miejsce na niemieckiej liście przebojów.
Po trasie koncertowej The Naughty But Nice Tour piosenkarka zrobiła przerwę w karierze muzycznej, z powodu drugiej ciąży. 24 listopada wydała singel The Best Side of Life. Piosenka zadebiutowała na 4. miejscu niemieckiej listy przebojów. The Best Side of Life pojawił się w kampanii promocyjnej Coca-Coli. Pod koniec 2006 wydano również reedycję albumu Christmas in My Heart.
W lutym 2007 piosenkarka powróciła do studia, aby nagrać kolejny już album Soulicious. Nagrania z płyty to głównie covery piosenek lat 70. wytwórni Motown takie jak: Son of a Preacher Man czy Sexual Healing. Pierwszym singlem z albumu był utwór The Impossible Dream (The Quest), który prowadził kampanię powrotu na ring niemieckiego boksera Henry Maske. Pod koniec 2007, w wywiadzie dla magazynu Bild, wokalistka potwierdziła, iż jest w trakcie pracy nad nowym albumem; Sarah wyznała, że w tym celu wyjechała do Nowego Jorku. W maju artystka oficjalnie potwierdziła, że ukończyła nagrywanie płyty, a jej rodzina ponownie weźmie udział w reality show „Sarah & Marc: Crazy in Love”. Show rozpoczął się 3 lipca 2008 oraz zawiera fragmenty ukazujące prace nad longplayem Sexy as Hell i jego promocją.

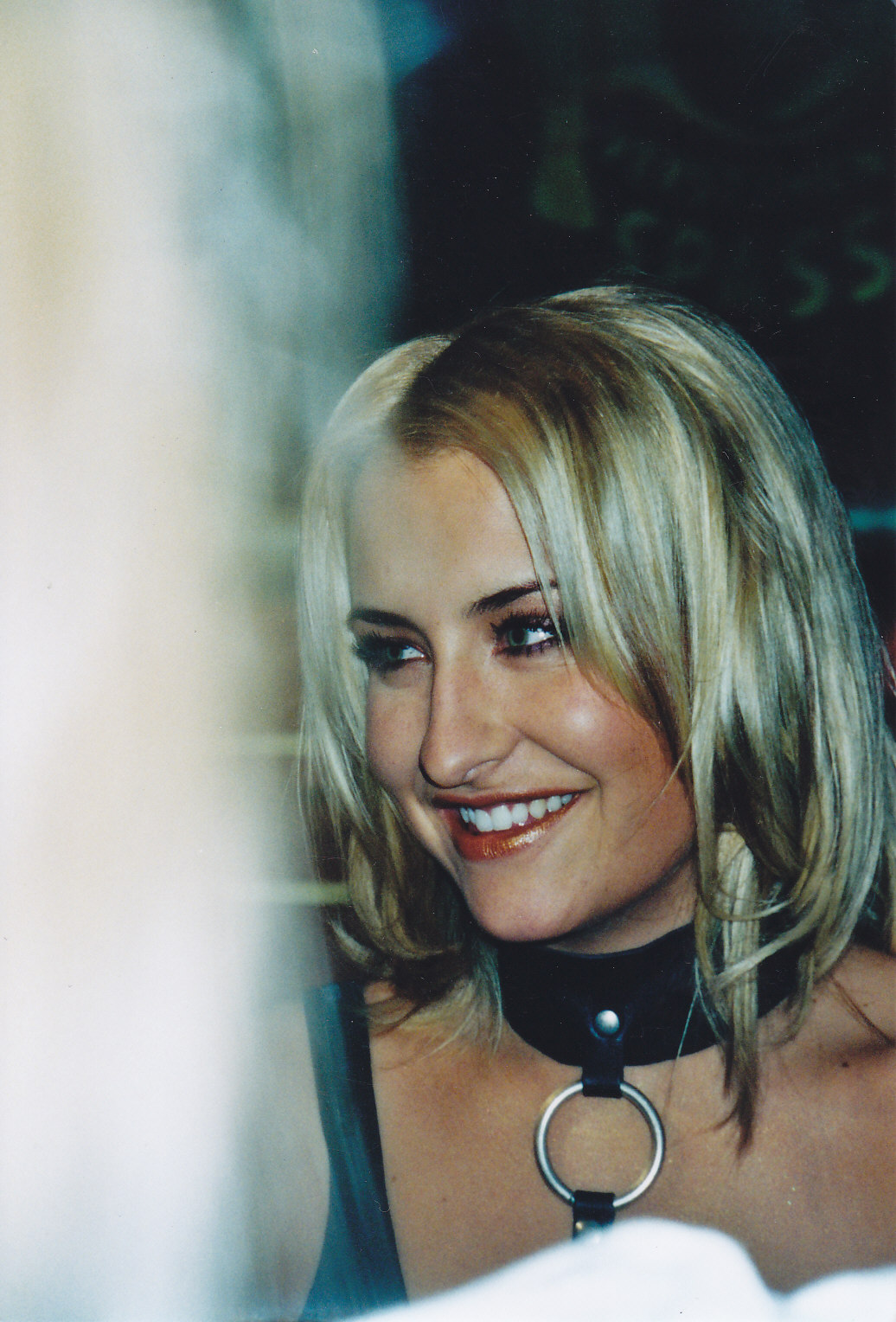
Sarah Connor (2002)

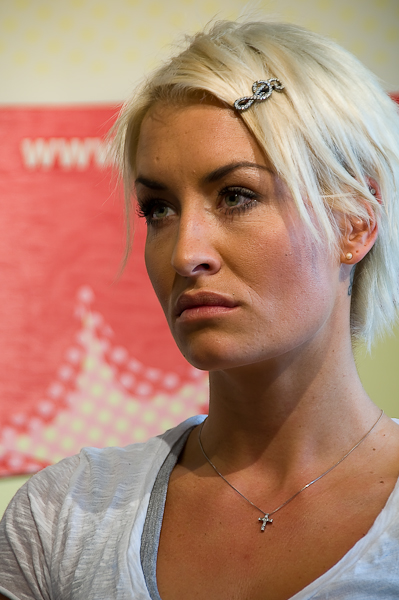
Sarah Connor w Bremie (2009)

Drugim singlem z płyty był utwór Sexual Healing nagrany w duecie z amerykańskim producentem muzycznym i piosenkarzem Ne-Yo.
Trzecim, a zarazem ostatnim singlem promującym album był utwór Son of a Preacher Man. Wydana jedynie w formacie digital download, piosenka nie odniosła sukcesu nie debiutując na oficjalnym notowaniu najlepiej sprzedających się singli w Niemczech.
Album Sexy as Hell ukazał się 22 sierpnia 2008. Pierwszym singlem promującym dzieło jest utwór Under My Skin wydany 1 sierpnia do pobrania w Internecie oraz 8 sierpnia 2008 na płycie CD. 22 sierpnia 2008 roku Sarah wystąpiła w programie Viva Live! kanału rozrywkowego Viva. Opowiadała tam o zakończeniu reality show „Sarah & Marc: Crazy in Love”, o „Under My Skin” i Sexy as Hell oraz drugim singlu z albumu. Wokalistka zastanawiała się pomiędzy „I’ll Kiss It Away” a „Still Crazy in Love”. Ostatecznie wybrana została piosenka „I’ll Kiss It Away”, zadedykowana córce Connor. Premiera odbyła się 7 listopada. W wakacje roku 2008 odbyło się kilka krótkich koncertów promocyjnych.
W 2009 Connor nagrała wraz z Enrique Iglesiasem utwór „Takin’ Back My Love”, który znalazł się na albumie „Greatest Hits”. Utwór został wydany, jako drugi singel promujący album w krajach niemieckojęzycznych oraz w Czechach i w Polsce (w pozostałych krajach oficjalnie singel został wydany w duecie wraz z amerykańską wokalistką R&B Ciarą). W kwietniu 2010 roku, ogłoszono, iż Connor będzie zasiadać jako jurorka w niemieckiej edycji, brytyjskiego programu muzycznego „X-Factor”.
22 października 2010 ukazał się jej najnowszy, ósmy studyjny album Real Love. 2 października pojawił się pierwszy singel promujący album Cold as Ice. Jako drugi singel została wydana ballada „Real Love”.
Od 2010 do 2012 była członkiem komisji w pierwszych trzech edycjach programu X Factor, który był emitowany na niemieckim kanale RTL i VOX.
Connor powróciła na scenę muzyczną pierwszego listopada 2013 z nową piosenką Close to Crazy. Potem od razu wyruszyła w świąteczną trasę koncertową po całych Niemczech pt. Święta w moim sercu.
W 2014 była jurorem w programie Zaśpiewaj mój przebój. W tym samym roku promowała akcję World Blood Cancer Day razem z niemieckim ośrodkiem „Dawców Szpiku”.
W maju 2015, po sześciu latach znalazła się ze swoim pierwszym niemieckim singlem Wie schön du bist w pierwszej dziesiątce na niemieckiej liście przebojów.
22 maja 2015 wydała album Muttersprache. W Niemczech i w Szwajcarii płyta znajduje się na pierwszym miejscu listy przebojów. W Austrii na trzecim.

## Życie prywatne
Sarah Connor jest jedną z pięciu córek Michaela Lewe, amerykańskiego imigranta, oraz jego byłej żony Sorayi Gray, modelki o szkocko-niemieckich korzeniach. Connor urodziła się w Hamburgu, w Niemczech. Ma cztery siostry: Annę Marię, Marisę, Sophię-Luisę i Valentinę. Ma również brata Robina i braci bliźniaków Micka i Lexa. Gdy miała 8 lat, jej rodzina przeprowadziła się do Delmenhorst w Dolnej Saksonii.
W 2004 wyszła za mąż za amerykańskiego wokalistę Marca Terenziego, z którym rozwiodła się w 2008. Ma z nim dwoje dzieci: Tylera i Summer.
W kwietniu 2010 oświadczyła, że jest w związku ze swoim menedżerem Florianem Fischerem. 4 września 2011 urodziła ich wspólną córkę Delphine Malou. Szwagierka rapera Bushido.

## Dyskografia
- Green Eyed Soul (2001)
- Unbelievable (2002)
- Key to My Soul (2003)
- Naughty but Nice (2005)
- Christmas in My Heart (2005)
- Soulicious (2007)
- Sexy as Hell (2008)
- Real Love (2010)
- Muttersprache (2015)[potrzebny przypis]

## Nagrody i wyróżnienia
- 2001: Comet – „Najlepszy niemiecki debiut”
- 2001: Top of the Pops Award – „Najlepszy niemiecki debiut”
- 2002: ECHO – „Najlepsza niemiecka wokalistka Rock/Pop”
- 2002: Goldene Europa – „Najbardziej sukcesywna niemiecka piosenkarka”
- 2002: BRAVO Otto – „Najlepsza niemiecka wokalistka” (Platynowy Otto)
- 2002: Radio Regenbogen Award – „Najlepszy hit roku 2001” („From Sarah with Love”)
- 2002: Maxim – „Kobieta roku – popgwiazda”
- 2003: Radio Hamburg Award – „Najlepsza niemiecka wokalistka pop”
- 2004: World Music Award – „Najlepiej wypromowany niemiecki artysta”
- 2004: Neo Award – „Najczęściej ściągany album roku” („Key to My Soul”)
- 2005: Diva Awards – „Artystka roku”
- 2005: Goldenen Kamera – „Najlepsza niemiecka piosenkarka pop”
- 2005: BRAVO Otto – „Najlepsza wokalistka” (Złoty Otto)
- 2005: Comet – „Najlepsza wokalistka”
- 2005: Eins Live Krone – „Najlepsza wokalistka”
- 2006: BRAVO Otto – „Najlepsza wokalistka” (Złoty Otto)
- 2006: Comet – „Najlepsza wokalistka”
- 2007: Bravo Otto – „Super wokalistka” (Złoty Otto)
- 2007: Comet – „Najlepsza wokalistka”
- 2008: Bravo Otto – „Super wokalistka” (Złoty Otto)
- 2008: World Music Award – „Najlepsza artystka na świecie”
- 2009: Comet – „Najlepsza wokalistka”
- 2010: CMA Wild & Young- Award – „Najlepsza artystka na świecie”
- 2011: CMA Wild & Young- Award – „Najlepsza artystka na świecie”
- 2012: Leading Ladies – Award – „Społeczne zaangażowanie na arenie międzynarodowej”[33]
- 2014: Nagroda od niemieckiej telewizji za „Najlepsze widowisko” (Zaśpiewaj mój przebój – program rozrywkowy)[34]
- 2015: ECHO – za „Partnerzy roku”, (Zaśpiewaj mój przebój – program rozrywkowy)[potrzebny przypis]